# Ульрихскирхен-Шлайнбах
Ульрихскирхен-Шлайнбах (нем. Ulrichskirchen-Schleinbach) — ярмарочная коммуна в Австрии, в федеральной земле Нижняя Австрия. 
Входит в состав округа Мистельбах.  Население составляет 2437 человек (на 31 декабря 2005 года). Занимает площадь 26,5 км². Официальный код  —  31651.

## Политическая ситуация
Бургомистр коммуны — Эрнст Бауэр по результатам выборов 2005 года.
Совет представителей коммуны (нем. Gemeinderat) состоит из 21 места.
- СДПА занимает 10 мест.
- АНП занимает 9 мест.
- Зелёные занимают 2 места.